# Сагарра
Сага́рра — район (кумарка) Каталонії (кат. Segarra). Столиця району — м. Сарбера (кат. Cervera).

## Муніципалітети
- Алс-Планс-да-Сіо (кат. Plans de Sió, els) — населення 602 особи;
- Астарас (кат. Estaràs) — населення 179 осіб;
- Біоска (кат. Biosca) — населення 228 осіб;
- Ґісона (кат. Guissona) — населення 5.253 особи;
- Ґраньєна-да-Сагарра (кат. Granyena de Segarra) — населення 149 осіб;
- Ґраньянеля (кат. Granyanella) — населення 174 особи;
- Іборра (кат. Ivorra) — населення 147 осіб;
- Лас-Улужас (кат. Oluges, les) — населення 177 осіб;
- Масутеррас (кат. Massoteres) — населення 221 особа;
- Монтуліу-да-Сагарра (кат. Montoliu de Segarra) — населення 185 осіб;
- Монтурнес-да-Сагарра (кат. Montornès de Segarra) — населення 108 осіб;
- Рібера-д'Ундара (кат. Ribera d'Ondara) — населення 470 осіб;
- Санаужа (кат. Sanaüja) — населення 454 особи;
- Сан-Ґім-да-ла-Плана (кат. Sant Guim de la Plana) — населення 185 осіб;
- Сан-Ґім-да-Фрашянет (кат. Sant Guim de Freixenet) — населення 1.060 осіб;
- Сан-Рамон (кат. Sant Ramon) — населення 570 осіб;
- Сарбера (кат. Cervera) — населення 9.093 особи;
- Талабера (кат. Talavera) — населення 306 осіб;
- Таррожа-да-Сагарра (кат. Tarroja de Segarra) — населення 172 особи;
- Тура (кат. Torà) — населення 1.333 особи;
- Туррафета-і-Флоражакс (кат. Torrefeta i Florejacs) — населення 637 осіб.

## Зростання населення
| 1497 f | 1515 f | 1553 f | 1717  | 1787   | 1857   | 1877   | 1887   | 1900   | 1910   |
| ------ | ------ | ------ | ----- | ------ | ------ | ------ | ------ | ------ | ------ |
| 1.681  | 1.827  | 2.111  | 8.896 | 14.486 | 26.136 | 22.859 | 24.144 | 21.645 | 20.759 |

| 1920   | 1930   | 1940   | 1950   | 1960   | 1970   | 1981   | 1990   | 1992   | 1994   |
| ------ | ------ | ------ | ------ | ------ | ------ | ------ | ------ | ------ | ------ |
| 21.635 | 22.311 | 21.470 | 21.593 | 19.662 | 17.933 | 17.285 | 17.308 | 17.125 | 17.700 |

| 1996   | 1998   | 2000   | 2002   | 2004   | 2006   | 2008 | 2010 | 2012 | 2014 |
| ------ | ------ | ------ | ------ | ------ | ------ | ---- | ---- | ---- | ---- |
| 17.407 | 17.625 | 18.026 | 19.059 | 20.166 | 21.781 | -    | -    | -    | -    |